# Рив'єр-дю-Рампар
Рив'єр-дю-Рампар (англ. Rivière du Rempart) - округ Маврикія, розташований в північно-східній частині країни. Станом перепису 2010 року, чисельність населення становить 109 206 осіб, район займає площу 147,6 км², щільність населення - 739,88 чол./км².